# Haute vallée du Fango
Haute vallée du Fango este o arie protejată (arie de protecție specială avifaunistică — SPA) din Franța întinsă pe o suprafață de 1.277 ha, integral pe uscat.

## Localizare
Centrul sitului Haute vallée du Fango este situat la coordonatele 42°21′54″N 8°52′51″E / 42.365°N 8.88083°E.

## Înființare
Situl Haute vallée du Fango a fost declarat arie de protecție specială avifaunistică în baza directivei 79/409 din 1979 referitoare la conservarea păsărilor sălbatice pentru a proteja 3 specii de animale.

## Biodiversitate
Situată în ecoregiunea mediteraneană, aria protejată nu include niciun habitat protejat.
La baza desemnării sitului se află mai multe specii protejate de  păsări (3): acvilă de munte (Aquila chrysaetos), zăgan (Gypaetus barbatus), Sitta whiteheadi.